# China del Noroeste
China del Noroeste (en chino simplificado, 西北; pinyin, Xīběi) es una de las seis regiónes geográficas en las que se divide la República Popular de China que abarca, a nivel provincial, las regiones autónomas Xinjiang (con la minoría uigur) y Ningxia (con la minoría hui) y las provincias Shaanxi, Gansu y Qinghai y se extiende por el despoblado noroeste de China.

## Divisiones administrativas

### Provincias
| Nombre  | Chino (S) | pinyin  | Abreviación      | Capital | Chino | pinyin  | Lista de divisiones administrativas |
| ------- | --------- | ------- | ---------------- | ------- | ----- | ------- | ----------------------------------- |
| Gansu   | 甘肃      | Gānsù   | 甘 gān o 陇 lǒng | Lanzhou | 兰州  | Lánzhōu | Divisiones a nivel comarcal         |
| Qinghai | 青海      | Qīnghǎi | 青 qīng          | Xining  | 西宁  | Xīníng  | Divisiones a nivel comarcal         |
| Shaanxi | 陕西      | Shǎnxī  | 陕 shǎn o 秦 qín | Xi'an   | 西安  | Xī'ān   | Divisiones a nivel comarcal         |

### Regiones autónomas
| Nombre   | Chino (S) | pinyin   | Nombre local                          | Abreviación | Capital  | Chino    | pinyin   | Nombre local           | Divisiones a nivel comarcal |
| -------- | --------- | -------- | ------------------------------------- | ----------- | -------- | -------- | -------- | ---------------------- | --------------------------- |
| Ningxia  | 宁夏      | Níngxià  | (los hui hablan chino)                | 宁 níng     | Yinchuan | 银川     | Yínchuān | (los hui hablan chino) | Divisiones a nivel comarcal |
| Xinjiang | 新疆      | Xīnjiāng | شىنجاڭ ئۇيغۇر ئاپتونوم رايونى (uigur) | 新 xīn      | Ürümqi   | 烏魯木齊 | Wūlǔmùqí | ئۈرۈمچى شەھەرى (uigur) | Divisiones a nivel comarcal |